# جيمس ريموند ولستد
جيمس ريموند ولستد (بالإنجليزية: James Raymond Wellsted)‏ (1805-1842)، رحالة، كان ملازم في البحرية الهندية، واحد الذين سافروا على نطاق واسع شبه الجزيرة العربية في 1830.

## رحلات
كان ملازم ثان في شركة الهند الشرقية كان ضمن فريق سفينة المسح الشراعية بلينيويوس(Palinurus) والتي كانت بقيادة الكابتن روبرت مورسبي، وشارك ولستد في إجراء جزء من مسح مفصل لخليج العقبة والجزء الشمالي من البحر الأحمر في عام 1830. ثم عاد إلى بومباي في عام 1833، وعين تحت قيادة الكابتن ستافورد بي هينز وأوكلت له مهمة مسح الساحل الجنوبي من الجزيرة العربية. في يناير 1834 عبرت سفينة بلينيويوس إلى سقطرى وقضى ولستد شهرين في الجزيرة. ونشر نتائج رحلته: «مذكرات في جزيرة سقطرى» (Memoir on the island of Socotra).
خلال أسفاره إلى البحر الأحمر وجزر سيال، وثق ولستد وجود الشعوب المعروفة باسم الهتيمي. ووصفها ولستد بأنها «توجد على سواحل الجزيرة العربية والنوبية»، وأنهم«ينزعون إلى الجبن في التصرف، وممسوخي في الشكل والقذارة في عاداتهم». وقال أيضا بانهم جنس من الصيادين، يتواجدون في أجزاء مختلفة من الحجاز، مع «معسكرات كبيرة بالقرب الليث إلى الجنوب من جدة».
في نوفمبر 1835، حصل ولستد على إذن من الإمام للسفر والترحال في عمان مع الملازم إف وايتلوك (F Whitelock). وزار مناطق لم يسبق لأحد الأوروبيين قبله زارها أو سمع عنها. ونشر ولستد الرحلة في مجلة الجمعية الجغرافية الملكية. وفي فصل الشتاء التالي عاد ولستد ولكنه أصيب بالحمى و"في نوبة من الهذيان، أفرغ ولستد بندقيتة ذات الفوهتين في فمه، وأحدثت الطلقات الكروية الأثنتان جروح مروعة في الفك العلوي. ونقل على إثرها إلى بومباي ومنها عاد إلى لندن في إجازة. وتقاعد من الخدمة في عام 1839، وقضى جزء من الوقت بعد التقاعد من البحرية في العيش مصحة للأمراض العقلية. وتوفي في عام 1842 في منزل عائلته، الواقع في 12/13 شارع مارليبون في مرليبون.
قرأت مذكرات ولستد في الجمعية الجغرافية الملكية، وعلى الفور تم الاعتراف بها من قبل الأوساط العلمية في العالم. وانتخب ولستد زميلا في الجمعية الملكية في 6 أبريل 1837، وكان أيضا زميلا في الجمعية الفلكية. ولا سيما المشاركات الجغرافية والثقافية عن سلطنة عمان، ووصفه وصفا فريدا للمنطقة في ذلك التاريخ المبكر.

## المنشورات
- رحلات في الجزيرة العربية (Travels in Arabia)، مجلدان 1 و 2 (نشرت 1838)
- السفر إلى مدينة الخلفاء على طول شواطئ الخليج العربي والبحر الأبيض المتوسط (نشرت 1840) (Travels to the City of the Caliphs along the shores of the Persian Gulf and the Mediterranean)

## كتب حول جيمس ريموند ولست
- خيال: سر الرمال (Fiction: Secret of the Sands)والتي كتبتها سارة شيريدان، ونشرتها هاربر كولينز 2011

## وصلات خارجية
- جيمس ولستد
- رحلات في الجزيرة العربية من نسخة 1892 جيمس ريموند ولستد
- دليل واقعي على ما هو متاح لأولئك الذين يبحثون في مهن ضباط وجنود البحرية وشركة الهند الشرقية